# Cacholote brun
Pseudoseisura lophotes
Espèce
Statut de conservation UICN

 LC  : Préoccupation mineure
Le Cacholote brun (Pseudoseisura lophotes) est une espèce de passereaux de la famille des Furnariidae.

## Répartition
Il vit dans les forêts sèches tropicales et subtropicales de l'Amérique du Sud.

## Sous-espèces
L'espèce comporte deux sous-espèces:
- P. lophotes lophotes (Reichenbach, 1853) vit dans le sud de la Bolivie et l'ouest du Paraguay ;
- P. lophotes argentina (Parkes, 1960) vit en Argentine, au sud-est du Brésil et en Uruguay.